# Kalman Chovan
Kalman Chovan   (Szarvas, 18 de gener de 1852 - Budapest, 16 de març de 1928) fou un compositor i virtuós del piano hongarès.

## Biografia
Kálmán Chován va començar a estudiar música amb el seu pare, Zsigmond Chován, mestre de cor i eminent organista. Va assistir a la Universitat amb prou feines més d'un any i es va matricular simultàniament al conservatori. Després d'acabar els seus estudis, va ser professor de piano al Comte de Saint-Genois de Vienne durant un any; Va ser en aquest moment (1874) quan van aparèixer les seves primeres obres per a piano. Després d'un any de servei militar, el 1876, a Viena, va ser nomenat professor de piano a l'escola Eduard Horak (actual Franz Schubert Konservatorium). El 1889, després de tretze anys de servei, va tornar a Budapest i va ser nomenat al Conservatori de Budapest, en substitució de Ferenc Erkel, que s'havia retirat. Hi va ensenyar fins al 1916. Entre els seus alumnes hi havia Theodor Szántó i Arnold Székely. En col·laboració amb Árpád Szendy, va desenvolupar una institució per a la formació pedagògica sistemàtica dels professors de piano (1891).
El 1990 es va donar el seu nom a una escola de la seva ciutat natal.

## Escrits educatius
- A zongorajáték tanmódszere [Mètode d'ensenyament del piano] (1892).

## Obres
- Aforismes (5 scherzos).
- Gnomenkampf (paràfrasi del concert).
- Danses hongareses (per a piano a quatre mans, en dos llibres; diverses edicions).
- Sonata gran en mi major.
- Humoreske hongarès.
- Burlesc nocturn i improvisat.
- Romance et rondo per a violí i piano
- Humoreske.
- Rapsòdia hongaresa.
- Gran trio amb piano.
- Escenes de primavera.
- Imatges del desert.
- Cinc imatges musicals.
- Escena de taverna de piano a quatre mans.